# Cpio
cpio 是UNIX作業系統的一個檔案備份程式及檔案格式。這項工具最初出現於PWB/UNIX，係用於備份磁帶，後來也被引進到UNIX System III及System V，並流行開來。
cpio 可以从 cpio 或 tar 格式的归档包中存入和读取文件, 归档包是一种包含其他文件和有关信息的文件。 有关信息包括：文件名, 属主, 时标(timestamp), 和访问权限。 归档包可以是磁盘上的 其他文件, 也可以是磁带或管道.

## 示例操作和归档格式
cpio 设计的初衷，是用于在磁带设备上，以顺序、连续的方式保存备份的文件归档。cpio 本身不会对任何归档内容进行压缩，为了便于传输，对于 cpio 的输出归档人们经常会使用 gzip 等外部程序进行压缩。

### 创建归档
使用以下命令可以用当前目录下的所有文件和文件夹来创建新的 cpio 归档文件：
```
find . -depth -print | cpio -o > /path/archive.cpio

```

### 提取归档
cpio 的 copy-input 操作由命令行标识 i 发起。在该过程中，cpio 从标准输入读取已有的归档，然后在操作系统的文件系统中，恢复创建已经被归档的文件。
```
$ 
cpio
 
-i
 
-vd
 
<
 
archive.cpio

```

命令行标识 d 告诉 cpio 按需重建目录。指定命令行标识 v (verbose) 时，提取文件会同时打印其文件名。
除了选项标识外，其余所有命令行参数都是类 shell 的 globbing-模式，归档中，只有文件名匹配的文件才会从中提取出来。下面这个示例从归档 archive.cpio 中提取文件 /etc/fstab ：
```
$ 
cpio
 
-i
 
-d
 
/etc/fstab
 
<
 
archive.cpio

```

### 列出归档文件列表
下面这行命令可以列出指定 cpio 归档中包含的全部文件：
```
$ 
cpio
 
-t
 
<
 
archive.cpio

```

列出归档文件列表在归档内可能包含绝对路径时会很实用(例如 /bin/ls 和 bin/ls)。

### 复制文件
除上述操作外，cpio 还支持复制文件的操作，该操作由命令行标识 p(pass) 发起。该模式可以同时进行 copy-in 和 copy-out 操作，而不会创建任何归档文件。在该模式下，cpio 从标准输入读取路径名(就像 copy-out 中的那样，但这里不会创建归档文件），然后 cpio 将这些文件和目录复制创建到命令行参数指定的不同位置。
下面这个示例将从当前目录开始，将完整目录树复制到 new-path 路径下。指定标识 m 时，该复制过程会保留文件原有的编辑时间，d 标识会命令 cpio 按需创建目录，指定 u 标识时，复制过程会直接覆盖已经存在的同名文件，v 标识会在标准输出打印复制进度：
```
$ 
find
 
.
 
-depth
 
-print
 
|
 
cpio
 
-p
 
-dumv
 
new-path

```